# Банновское сельское поселение
Банновское сельское поселение — упразднённое муниципальное образование в Крапивинском районе Кемеровской области России. Административный центр — село Банново.

## История
Банновское сельское поселение образовано 17 декабря 2004 года в соответствии с Законом Кемеровской области № 104-ОЗ. 

## Население
| 2010 | 2011  | 2012  | 2013 | 2014 | 2015 | 2016 |
| ---- | ----- | ----- | ---- | ---- | ---- | ---- |
| 1014 | ↗1016 | ↘1013 | ↘987 | ↗994 | ↘992 | ↘931 |
| 2017 | 2018  | 2019  |      |      |      |      |
| ↗940 | ↘925  | ↘901  |      |      |      |      |

## Состав
| № | Населённый пункт | Тип населённого пункта       | Население |
| - | ---------------- | ---------------------------- | --------- |
| 1 | Банново          | село, административный центр | 820       |
| 2 | Змеинка          | деревня                      | 18        |
| 3 | Ивановка         | деревня                      | 38        |
| 4 | Комаровка        | деревня                      | 26        |
| 5 | Михайловский     | посёлок                      | 112       |